# Zbigniew Folejewski
Zbigniew Folejewski (ur. 18 października 1910 w Wilnie, zm. 28 lipca 1999 w Victorii w Kanadzie) – polski historyk literatury, slawista.

## Życiorys
Syn Józefa Benedykta Folejewskiego i Bronisławy z Hajkowskich. Studiował na Wydziale Filologii Polskiej i równocześnie na Wydziale Historii Uniwersytetu Stefana Batorego, po ukończeniu nauki w 1934 wyjechał do Harbinu. Pracował jako wykładowca w Gimnazjum im. Henryka Sienkiewicza oraz był korespondentem polskich czasopism z Chin, Korei i Japonii. Od 1937 przebywał w Szwecji, gdzie był lektorem języka polskiego. Od 1947 wykładał język polski na uniwersytecie w Uppsali, w 1948 przedstawił pracę doktorską, a rok później habilitacyjną. W 1950 przeniósł się do Londynu, gdzie należał do Polskiego Towarzystwa Naukowego na Obczyźnie. W tym samym roku wyjechał do Paryża, skąd w 1951 wyemigrował do Stanów Zjednoczonych. Na University of Wisconsin-Madison był wykładowcą języków polskiego i rosyjskiego oraz slawistyki porównawczej, od 1953 przez trzy lata równocześnie prowadził wykłady na University of California. W 1965 zamieszkał w Kanadzie, gdzie został wykładowcą na University of British Columbia w Vancouver. Należał do grona założycieli Towarzystwa Naukowego Szwedzko-Polskiego, zajmował stanowisko prezesa Amerykańskiego Stowarzyszenia Nauczycieli Języków Słowiańskich i Wschodnioeuropejskich. Zasiadał w redakcji wydawnictw Fundacji Kościuszkowskiej oraz w kolegium redakcyjnym słownika angielsko-polskiego i polsko-angielskiego. W 1973 Uniwersytet Warszawski nadał Zbigniewowi Folejewskiemu tytuł doktora honoris causa.

## Twórczość
Dorobek Zbigniewa Folejewskiego stanowią prace m.in. z zakresu języka artystycznego i związków europejskiej literatury polskiej oraz prace redakcyjne i edytorskie, przekłady:
- La fonction des éléments dialectaux dans les oeuvres littéraires (1949);
- Studies in Modern Slavic Poetry (1955);
- Maria Dąbrowska (1967).

oraz: 
- Dom w Gorcach – zbór poezji (1934);
- Głos w czeluści – poemat (1934).